# 天主教蒙托邦教區
天主教蒙托邦教區（拉丁語：Dioecesis Montis Albani）是法國一個羅馬天主教教區，屬圖盧茲總教區。
9世紀，納博訥總主教在蒙托里奧建立了修道院。1317年7月11日成立教區。1396年遷至蒙托邦。1801年11月29日被撤銷，1808年恢復，但直到1822年才從美國波士頓派出主教管理。
教區位於塔恩-加龍省，2004年有教友160,000人（佔轄區總人口77.7%）、259個堂區、九十三名司鐸。現任教區主教為巴爾納鐸·吉努。